# Комсомольський (Красноборський район)
Комсомольський (рос. Комсомольский) — селище в Красноборському районі Архангельської області Російської Федерації.
Населення становить 207 осіб. Входить до складу муніципального утворення Алексєєвське сільське поселення.

## Історія
Від 2004 року входить до складу муніципального утворення Алексєєвське сільське поселення.

## Населення
| 2002 | 2010 |
| ---- | ---- |
| 375  | ↘207 |